# Syneches lividus
Syneches lividus är en tvåvingeart som beskrevs av Axel Leonard Melander 1928. Syneches lividus ingår i släktet Syneches och familjen puckeldansflugor. Inga underarter finns listade i Catalogue of Life.